# 瑟爾斯 (加利福尼亞州)
瑟爾斯（英語：Searles）是位於美國加利福尼亞州克恩縣的一個非建制地區。該地的面積和人口皆未知。

## 地理
瑟爾斯的座標為35°29′02″N 117°38′07″W / 35.48389°N 117.63528°W，而該地的平均海拔高度為989米（即3245英尺）。